# چاینا موتور
چاینا موتور (انگلیسی: China Motor) شرکت خودروسازی تایوانی است، که در سال ۱۹۶۹ تأسیس شد.